# Pinhal da Serra
Pinhal da Serra é um município brasileiro do estado do Rio Grande do Sul. Localiza-se na Mesorregião do Nordeste Rio-Grandense e na Microrregião de Vacaria.

## Política
Esta é uma lista de prefeitos da cidade de Pinhal da Serra.
| Nº | Nome                       | Partido | Início do mandato    | Fim do mandato         | Observações                                 |
| 1  | Antonio Giordano da Costa  | —       | 1 de janeiro de 2001 | 31 de dezembro de 2004 | Prefeito eleito                             |
| —  | Volni Francisco Neves      | —       | 1 de janeiro de 2001 | 31 de dezembro de 2004 | Vice-prefeito eleito                        |
| —  | Antonio Giordano da Costa  | PP      | 1 de janeiro de 2005 | 16 de junho de 2008    | Prefeito reeleito falecido no cargo         |
| —  | César Lisboa Piardi        | PP      | 1 de janeiro de 2005 | 16 de junho de 2008    | Vice-prefeito eleito                        |
| 2  | César Lisboa Piardi        | PP      | 17 de junho de 2008  | 31 de dezembro de 2008 | Vice-prefeito assumindo o cargo de Prefeito |
| 3  | Ivandro Birck              | PMDB    | 1 de janeiro de 2009 | 31 de dezembro de 2012 | Prefeito eleito                             |
| —  | Delmar Antonio Jaguszewski | PT      | 1 de janeiro de 2009 | 31 de dezembro de 2012 | Vice-prefeito eleito                        |
| —  | Ivandro Birck              | PMDB    | 1 de janeiro de 2013 | Atual                  | Prefeito reeleito                           |
| —  | Delmar Antonio Jaguszewski | PT      | 1 de janeiro de 2013 | 31 de dezembro de 2016 | Vice Prefeito Eleito                        |
|    | Anderson de Jesus Costa    |         | 1 de janeiro de 2017 | atual                  | Prefeito eleito "                           |